# Kolu Marinowo
Kolu Marinowo (bułg. Колю Мариново) – wieś w południowej Bułgarii, w obwodzie Stara Zagora, w gminie Bratja Daskałowi. Według danych Narodowego Instytutu Statystycznego, 31 grudnia 2011 roku wieś liczyła 85 mieszkańców.